# SNVI Safir
 (mai 2019).
Si vous disposez d'ouvrages ou d'articles de référence ou si vous connaissez des sites web de qualité traitant du thème abordé ici, merci de compléter l'article en donnant les références utiles à sa vérifiabilité et en les liant à la section « Notes et références ».
SNVI Safir est un autocar interurbain de 49 places assises, destiné aux transports grandes lignes de voyageurs. 
Développé sur la base mécanique du 49 L6, dont plusieurs milliers d’exemplaires sont en exploitation et assurent avec toute la fiabilité et la qualité requises ce mode de transport dans toutes les régions d’Algérie et en Afrique (Sénégal en particulier).
PTAC : 14 000 kg
Nombre de passagers : 49 places assises 
Moteur : CUMMINS
Puissance : 300 ch à 2200 tr/min 
Refroidissement : à eau
BV : ZF S6 - 85
Direction : ZF 
2 portes louvoyantes
Boite de vitesses : manuelle
Suspension : pneumatique et mécanique
Utilisation :
Autocar interurbain destiné au transport de voyageurs.
CARROSSERIE :
Ossature en tubes métalliques soudés électriquement, habillée de l’extérieur par des panneaux en tôles d’acier et intérieurement par des panneaux en célamine.(pavillon et côtés latéraux)
PLANCHER :
En bois merrain avec garniture en moquette. Les côtés latéraux sont habillés en moquette

## Description

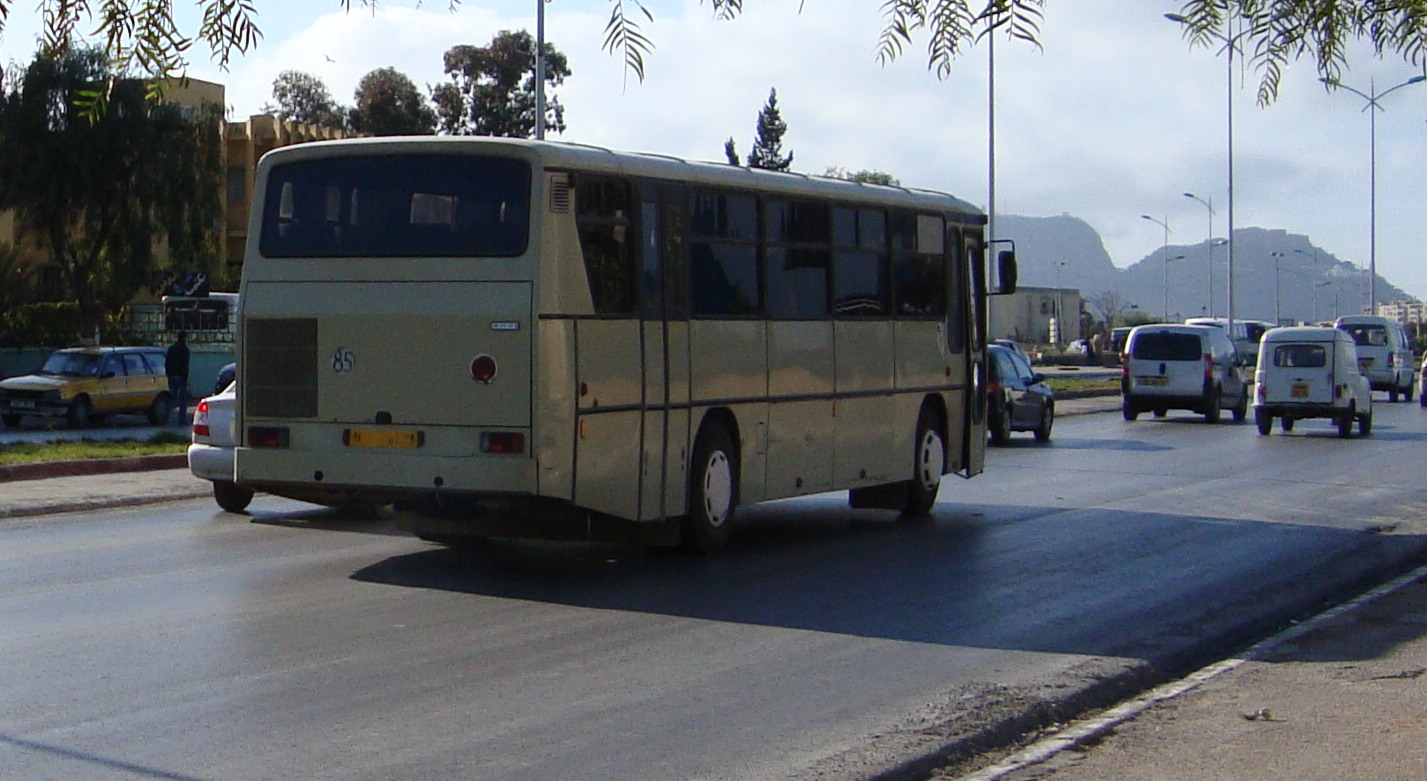
SNVI Safir (arrière).

Conçu sur la base classique de châssis à longerons renforcés, ce produit se présente sous la configuration suivante :
Le cadre châssis, de conception et de fabrication SNVI, se présente sous la forme de 2 longerons en acier emboutis en U, entretoises par des traverses en acier.
L’essieu avant de type rigide est de conception et de fabrication SNVI, il est en acier forgé.
Le pont arrière dont la cuve est issue de la fonderie de la SNVI, est composé Développements mécaniques (pignons, couronne etc.) tous usines dans les ateliers de SNVI.
La direction à assistance hydraulique est de fabrication ZF.
La suspension est mixte : pneumatique et mécanique (coussins d’air et ressort à lames) spécialement adaptées aux exploitations sur routes présentant des déformations (nids de poules et dos d’âne).
La superstructure (ou carrosserie), est entièrement fabriquée dans les ateliers de la SNVI :
La structure est en tubes d’acier galvanisé.
La carrosserie est montage sur la base de tôles embouties ou pliées issues des centres de production de la SNVI.
Les pièces de garnissage et aliments en polyester sont produits dans les ateliers de SNVI. La sellerie (sièges passagers) est de production SNVI.
Le groupe motopropulseur (moteur et boites de vitesses) est approvisionné auprès de constructeur de renommée mondiale, Cummins pour le moteur et ZF Friedrichshafen pour la boite de vitesses. Ces deux organes sont de la dernière génération.